# Semme
La Semme est une rivière française de Nouvelle-Aquitaine qui coule dans les départements de la Creuse et de la Haute-Vienne.

## Géographie
Elle prend sa source à Saint-Priest-la-Feuille, commune du département de la Creuse, située à peu de distance au sud-est de La Souterraine et, franchissant rapidement la limite de la Haute-Vienne, coule régulièrement en direction de l'ouest. Après un trajet de 50 kilomètres, elle se jette dans la Gartempe à Droux.

## Hydrologie

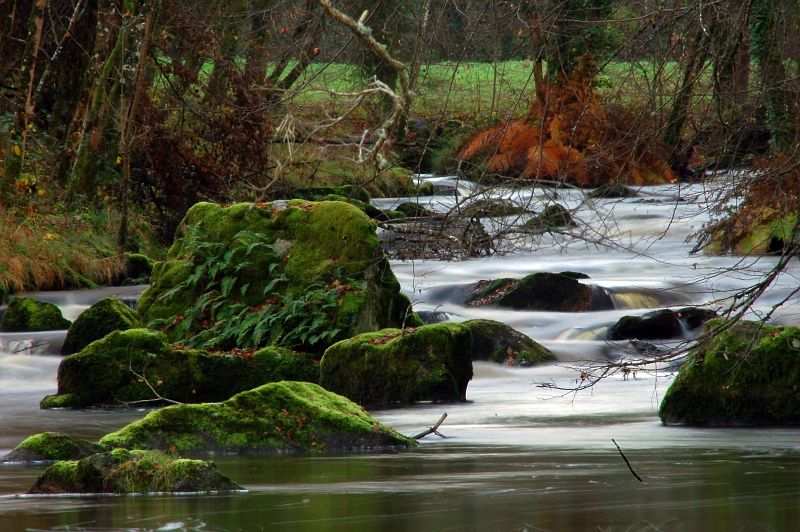
Rivière la Semme dans la commune de Droux, entre le moulin de Droux et le moulin des Prades.

La Semme est une rivière fort irrégulière. Le débit moyen annuel de la Semme à Droux localité située à son confluent, est de 2,00 m3/s,.
La rivière présente les fluctuations saisonnières de débit typiques du Limousin, avec des crues d'hiver-début de printemps de décembre à avril inclus, poussant le débit mensuel moyen à un niveau allant de 2,83 à 4,02 m3/s (avec un maximum en février), et des maigres d'été-début d'automne, de juillet à début octobre avec baisse du débit mensuel moyen jusqu'à 0,393 m3/s au mois d'août.
En période d'étiage, le VCN3 peut chuter jusque moins de 0,15 m3/s, soit moins de 150 litres par seconde.
Les crues peuvent être importantes pour une rivière aussi petite. Les QIX 2 vaut 20 m3/s, tandis que le QIX 5 atteint 30 m3. Le QIX 10 est de 37 m3/s et le QIX 20 de 43 m3/s. Quant au QIX 50, il se monte à pas moins de 51 m3/s. Tous les deux ans, la Semme devrait avoir statistiquement une crue de l'ordre de 20 m3/s, et que tous les dix ans, une crue de 37 m3 doit survenir.
La lame d'eau écoulée dans son bassin versant est de 358 millimètres annuellement, ce qui est supérieur à la moyenne d'ensemble de la France, ainsi qu'à la moyenne du bassin de la Vienne (319 millimètres à Nouâtre). Le débit spécifique (ou Qsp) atteint le chiffre de 11,3 litres par seconde et par kilomètre carré de bassin.